# Vinko Grubišić
Vinko Grubišić (Posuški Gradac, Posušje, 5. travnja 1943.) je hrvatski književnik, antologičar i jezikoslovac iz BiH. Živi i radi u Kanadi. Piše pjesme, eseje i monografije. Dopisni član HAZU-a je od 2016. godine.

## Životopis
Rodio se u Posuškom Gradcu u Hercegovini. U Zagrebu je studirao slavistiku. Nakon završene tri godine studija slavistike i latinskoga jezika odlazi u Austriju, a zatim u Fribourg u Švicarsku, gdje studira germanistiku, filozofiju, klasičnu filologiju i antropologiju;  diplomirao je iz slavistike i pedagogije 1970. godine u Fribourgu. 1965. je godine otišao u emigraciju. Doktorirao je u Francuskoj, u Aix-en-Provenceu 1974. ocjenom très honorable kod glasovitoga svjetski poznatoga akcentologa Paula Garda na temu 'La syntaxe de la langue de Marko Marulić. U Kanadi je od 1975. godine. Od 1988. godine profesor je na prvoj Katedri hrvatskog jezika i kulture na Sveučilištu Waterloo u Kanadi. Profesor je emeritus Sveučilišta Waterlooa u Kanadi.
Njegovo se ime spominje kao jedno od značajnijih jezikoslovnih imena u hrvatskomu iseljeništvu, zajedno s imenima Branka Franolića u Engleskoj, Pere Tutavca Bilića u Argentini, i Antuna Kneževića u Njemačkoj, te Krste Spalatina i Ante Kadića u SAD-u.
Vinko odlazi u Kanadu, gdje se bavio različitim poslovima – između ostalog predavao je u srednjoj školi hrvatski, njemački i francuski, bio sudski tumač i sl. Od 1988. pa sve do umirovljenja 2008. predavao je na Sveučilištu Waterloo hrvatski jezik i književnost te povremeno rusku književnost.
Pisao je o hrvatskoj ćirilici, zastupajući, kao i Eduard Hercigonja i Benedikta Zelić-Bučan tezu da je besmislena tvrdnja da se bosančica razvila iz srpske minuskule na dvoru kralja Dragutina, kad su zasvjedočeni tekstovi još od Humačke ploče, Povaljskoga praga ili listine kneza Đure Kačića koji vremenski prethode bilo čemu na dvoru kralja Dragutina ili s njim nemaju nikakve veze.
Od 2016. godine dopisni je član HAZU.

## Djela
U sklopu svojega rada pripremio je sveučilišne priručnike Elementary Croatian I (1994., 2003.), Elementary Croatian II (1996., 2008.), Croatian Grammar (1996., 2007.), Croatian Reader (skupa s Anitom Mikulić Kovačević, 2007.) te Croatian Literature in English (skupa s kćeri Katicom Grubišić, 2007.). Godine 2007. priredio je u okviru sveučilišta na kojemu je proveo dobar dio radnoga vijeka Croatian Online („Internetski tečaj hrvatskog”) kao prvi jezik na svijetu u programu Angel. Školsku godinu 1985. proveo je kao gostujući lektor hrvatskoga jezika na Sveučilištu Macquarie u Sydneyu, u Australiji. S fra Ljubom Krasićem objavio je dva priručnika za učenje hrvatskoga jezika u izvandomovinskim školama Hrvatski jezik 1 i Hrvatski jezik 2. Poznatije su mu knjige jezikoslovnih radova O hrvatskom jeziku (1975.) i Grafija hrvatske lapidarne ćirilice (1978.).
Pisao je eseje i monografije iz područja teorije književnosti, kroatistike i općeg jezikoslovlja. Objavljene su u mnogim zbornicima (ističe se Borba za hrvatski jezik u anglosaksonskom svijetu). Priređivao je knjige, među kojima su najbitnije udžbenici hrvatskoga jezika i književnosti za izvandomovinstvo.
Surađivao je u časopisima Jezik i Hrvatskoj reviji.
Pjesme su mu uvrštene u nekoliko uglednih antologije hrvatske lirike od sredine 1980-ih. Pjesme mu je na poljski prepjevala poljska književnica Łucja Danielewska i objavila u antologiji Żywe źródła.
Nepotpun popis djela:
- Robotov poljubac (zbirka pjesama), 1974.
- O hrvatskom jeziku, 1975.
- Grafija lapidarne hrvatske ćirilice, 1978.
- Tri drame (Prokrvavljena Brina, Legenda o Sv. Jurju i Spomenik), drame, 1981.
- Ne začuđuju čudesa, drame, 1982.
- Bibliography on the Croatian Language, 1983.
- Bitarion (pjesme), 1987.
- Gregorijanske šutnje (zbirka pjesama), 1989.
- Hrvatska književnost u egzilu, 1991.
- Druženja s tijelom, pjesme (1995.)
- Stazama samih središta, pjesme (2005.)
- Hrvatski jezik 1, 1999. (knjiga za školsku djecu izvan Hrvatske), suautor Ljubo Krasić
- Hrvatski jezik 2, 1999.(knjiga za školsku djecu izvan Hrvatske), suautor Ljubo Krasić

Uz Hrvatsku književnost u egzilu (1991.), objavio je knjige eseja Izazovne teme starije hrvatske književnosti (2006.), Volitve (2007.) te monografiju Artaud (2000.). Od prijevoda s latinskoga, njemačkoga, francuskoga i engleskoga navedena djela su: Američko gerilsko kazalište (1997.), Kazalište i njegov dvojnik Anonina Artauda (2002.), Plovidba sv. Brendana opata (2004.), Erazmo i kršćanski humanizam Léona Ernesta Halkina (2005.), Pod okriljem sv. Jeronima Valéryja Larbauda (2006.), Latinsku poeziju srednjega vijeka (2010.), Jeronimove hagiografije (skupa s Vesnom Badurina Stipčević, 2008.) te Krilati pjev (2012.). Skupa s dr. Vladimirom Bubrinom uređuje godišnjak Journal of Croatian Studies Hrvatske akademije u Americi. U suradnji s dr. V. Bubrinom objavio je dvojezičnu renesansnu čitanku The Glory and Fame / Dike ter hvaljen'ja (2015.).

## Ostalo
- "Kultura s nogu" kao gost emisije (2019.)
- "Velikani hrvatskog glumišta" kao učesnik dokuserijala (2018.)

## Nagrade i priznanja
- 1995.: Odlikovan je Redom Danice hrvatske s likom Antuna Radića.[8]
- Dobio je Nagradu Hrvatske revije za poeziju (1971.), a 2003. Zlatnu medalju kraljice Elizabete II. (Queen Elizabeth II' Golden Jubilee Medail) za kulturni doprinos Kanadi, Davidijadu (skupa s dr. Vladimirom Bubrinom) za 2011. godinu te Nagradu za najbolji prijevod (tj. za Krilati pjev) na Sarajevskom sajmu knjiga 2012. godine. Iako u mirovini, i dalje prevodi s više jezika i piše.[1]